# Maciej Obara

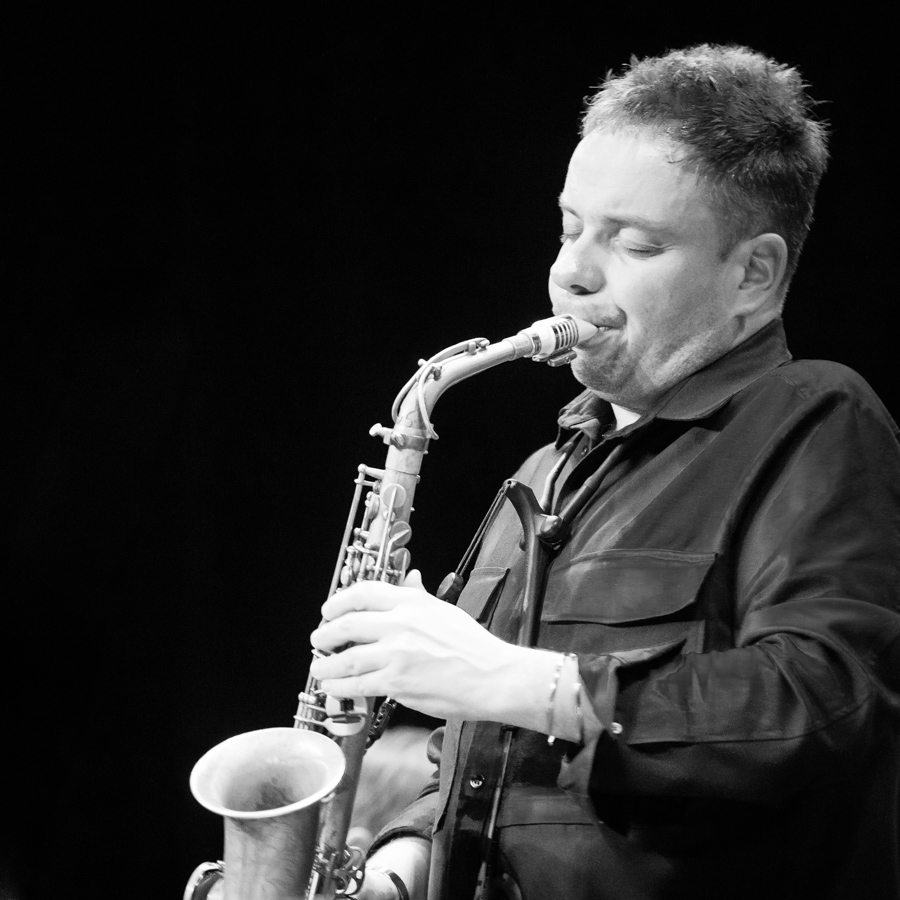
Maciej Obara (2020)
Bild: Tore Sætre

Maciej Obara (* 18. Dezember 1981) ist ein polnischer Jazzmusiker (Alt- und Tenorsaxophon, Komposition) und Bandleader. Er „beeindruckt durch seine unbändige Lust an erzählerischem und sehnsuchtsvollem Spiel.“

## Leben und Wirken
Obara arbeitete ab Mitte der 2000er-Jahre u. a. mit Marek Kądzielas Formation ADHD (mit Kasper Tom Christiansen, Piotr Damasiewicz, Rudi Mahall) und der Band Power of the Horns, außerdem nahm er mit mehreren eigenen Projekten auf, zunächst mit dem eigenen Trio das Album Message from Ohayo (2007, mit Krzysztof Gradziuk, Maciej Garbowski). Das dort dokumentierte Programm gewann 2006 den Jazzwettbewerb von Bielska Zadymka für junge Jazzbands und führte zu seinem internationalen Durchbruch. 2008 tourte er in Polen mit Antoine Roney. Manfred Eicher wurde auf ihn aufmerksam und empfahl ihn an Tomasz Stańko, mit dem er im Tomasz Stańko Special Project und im New Balladyna Quartet arbeitete. In den Folgejahren nahm er weiterhin mit eigenen Projekten auf, einem weiteren Trio mit John Lindberg und Harvey Sorgen (Three, 2010), seinem Quartett (Equlilibrium, 2011, mit Dominik Wania, Krzysztof Gradziuk, Maciej Garbowski) sowie Obara International (mit Dominik Wania, Gard Nilssen, Ole Morten Vågan, Tom Arthurs), mit dem er seit 2013 international auf zahlreichen Festivals auftrat und mehrere Alben vorlegte, darunter eine Produktion mit Kompositionen von Krzysztof Komeda. Seit einigen Jahren sorgt Obara auch mit seinem Quartett für Aufsehen, das gleichfalls Wania am Flügel sowie der norwegischen Rhythmusgruppe Morten Vågan und Nilssen (Drums) besetzt ist. Wie andere polnische Jazzmusiker vor ihm interpretierte er (auf seinem Album Three Crowns, 2019) auch Themen von Henryk Górecki. Er war ferner an Aufnahmen von Michael Jefry Stevens/Joe Fonda und an Gard Nilssens Supersonic Orchestra (If You Listen Carefully the Music Is Yours) beteiligt.

## Preise und Auszeichnungen
Mit seinem internationalen Quartett gewann Obara 2019 den BMW Welt Jazz Award. Die Jury war begeistert „von der enormen Amplitude der Emotion, der Dynamik und Ausdrucksmöglichkeiten, mit denen Maciej Obara und sein Quartett überraschte. Ebenso faszinierte die Schwerelosigkeit seines Tons, die Kraft seiner Kompositionen und die Spontaneität seiner von filigraner Lyrik bis entfesselter Power reichenden Bandimprovisationen.“

## Diskographische Hinweise
- The Fonda/Stevens Group Trio + 2: Live in Katowice (Not Two, 2009), mit Ireneusz Wojtczak, Michael Jefry Stevens, Joe Fonda, Michael Zerang, Harvey Sorgen
- Obara Special Quartet: Four (Ars Cameralis Silesiae Superiors, 2010), mit Mark Helias, Nasheet Waits, Ralph Alessi
- Maciej Obara: Three (Ars Cameralis, 2010), mit John Lindberg, Harvey Sorgen
- Obara International: Live at Manggha (For Tune, 2013)
- Obara International: Komeda (For Tune, 2013)
- Obara International: Live in Mińsk Mazowiecki (For Tune, 2015)
- Maciej Obara Quartet: Unloved (ECM Records, 2017)
- Maciej Obara Quartet: Three Crowns (ECM Records, 2019)
- Maciej Obara Quartet: FROZEN SILENCE (ECM Records, 2023)